# خوارزمية التلبيد الآمنة 2
خوارزمية التلبيد الآمنة 2 (بالإنجليزية: Secure Hash Algorithm 2)‏، اختصاراً SHA-2،  هي مجموعة من دوال التلبيد التعموية التي صممتها وكالة الأمن القومي الأمريكية ونُشِرت للمرة الأولى في عام 2001. نشرها المعهد الوطني للمعايير والتقانة  لتكون معياراً اتحادياً في الولايات المتحدة، وهي مسجلة ببراءة اختراع فيها  بموجب ترخيص بدون حقوق الملكية في عام 2011.